# Disney Networks Group Asia Pacific
Pour les articles homonymes, voir Star.
Disney Networks Group Asia Pacific, était une société indienne de médias et de divertissement de la télévision satellitaire asiatique fondé par le groupe de Rupert Murdoch, 21st Century Fox et acheté en 2019 par The Walt Disney Company.
Son siège social est situé à Hong Kong.
Disney Networks Group Asia Pacific possède 69 chaînes, en huit langues différentes.
En 2009, News Corporation a restructuré sa filiale STAR Asia en quatre divisions 
- Disney Star (anciennement Star India)
- Star China Media (en)
- STAR Select
- Fox International Channels

Le 20 mars 2019, à la suite de l'acquisition par Disney des actifs de divertissement de 21st Century Fox, FNG Asia et Star India sont devenus une partie de Disney, et FNG Asia Pacific a fusionné avec l'unité Disney Branded Television.